# (100683) 1997 YW1
(100683) 1997 YW1 es un asteroide perteneciente al cinturón de asteroides descubierto el 20 de diciembre de 1997 por el equipo del Beijing Schmidt CCD Asteroid Program desde la Estación Xinglong, Hebei, China.

## Designación y nombre
Designado provisionalmente como 1997 YW1.

## Características orbitales
1997 YW1 está situado a una distancia media del Sol de 3,061 ua, pudiendo alejarse hasta 4,025 ua y acercarse hasta 2,097 ua. Su excentricidad es 0,314 y la inclinación orbital 9,647 grados. Emplea 1956,80 días en completar una órbita alrededor del Sol.

## Características físicas
La magnitud absoluta de 1997 YW1 es 14,5. Tiene 7,49 km de diámetro y su albedo se estima en 0,055. 